# Zbigniew Krzeszowiec
Zbigniew Krzeszowiec (ur. 19 marca 1948 w Drogoszowie) – polski kolarz szosowy, reprezentant Polski, medalista mistrzostw Polski.

## Życiorys
Był zawodnikiem Piasta Gliwice i Legii Warszawa. Był mistrzem Polski w drużynowym wyścigu na 100 km (1969 z Legią), wicemistrzem Polski w indywidualnym wyścigu szosowym ze startu wspólnego (1972), brązowym medalistą górskich mistrzostw Polski (1969).
Dwukrotnie wystąpił w szosowym wyścigu indywidualnym mistrzostw świata. W 1970 wycofał w trakcie jazdy, w 1971 zajął 22. miejsce. Czterokrotnie brał udział w Wyścigu Pokoju, wygrywając łącznie trzy etapy (1970 – 31 m., 1971 – 15 m. i wygrana etapowa, 1972 – 29 m. i wygrana etapowa, 1973 – 12 m. i wygrana etapowa). Startował także kilkukrotnie w Tour de Pologne, m.in. w 1974 zajął 4. miejsce. Był także zwycięzcą Małopolskiego Wyścigu Górskiego (1971) i wyścigu Pasmem Gór Świętokrzyskich (1972).
Pozostaje czynnym zawodnikiem, zwycięzcą wielu wyścigów w kategorii masters. Jego synem jest kolarz Artur Krzeszowiec.